# Varbergs Badmintonklubb
Varbergs Badmintonklubb, VBMK, är en badmintonklubb i Varberg.
Klubben seriespelar i Div 1 Södra Götaland, där man placerade sig på tredje plats säsongen 2007-2008, dessutom i Div 3 Västra Götaland och i Div 3 i Varberg.
VBMK har kallats Hallands läns ledande badmintonklubb.
En känd spelare inom klubben var Bertil Mellgren, 1963-1998.